# Hosoda Mamoru
Hosoda Mamoru (細田 守 (Tế Điền Thủ) sinh ngày 19 tháng 7 năm 1967) là một đạo diễn điện ảnh, họa sĩ diễn hoạt người Nhật và là đồng sáng lập xưởng phim Studio Chizu. Ông từng giành một đề cử giải Oscar ở hạng mục Phim hoạt hình hay nhất tại lễ trao giải lần thứ 91 với tác phẩm thứ 7 của mình là Mirai.

## Cuộc đời và sự nghiệp

### Những năm đầu đời và khởi nghiệp tại Toei Animation
Hosoda sinh ra tại Kamiichi, quận Nakaniikawa, Toyama, Nhật Bản. Cha ông làm kỹ sư đường sắt, còn mẹ ông là một thợ may. Hosoda thấy rằng mình được truyền cảm hứng để theo nghề hoạt hình nhờ xem Lâu đài Cagliostro, bộ phim đầu tiên mà Miyazaki Hayao của xưởng phim lừng danh Studio Ghibli làm đạo diễn. Ông theo học chuyên ngành hội họa sơn dầu tại Đại học nghệ thuật Kanazawa ở tỉnh Ishikawa.
Sau khi tốt nghiệp, Hosoda nhận được một công việc làm hoạt họa tại hãng phim Toei Animation, sau khi gửi cho công ty một bộ phim ngắn mà ông đã làm trong lúc rảnh rỗi. Lúc đầu ông định nộp đơn xin vào Studio Ghibli; dù cho ông không giành được công việc tại đây, ông đã nhận được một lá thư khen ngợi mà đích thân Miyazaki Hayao viết và gửi tặng.
Hosoda đã dần tạo dựng được tên tuổi cho bản thân, đặc biệt thu hút sự chú ý của công chúng vào đầu thập niên 2000 khi đạo diễn hai phim điện ảnh đầu tiên trong loạt Digimon Adventure. Chính tác phẩm đạo diễn đầu tay của ông Digimon: The Movie đã giúp Hosoda lọt vào mắt xanh của Suzuki Toshio, tổng giám đốc sản xuất tại Studio Ghibli.

### Studio Ghibli
Studio Ghibli từng tuyên bố vào tháng 9 năm 2001 rằng Hosoda sẽ giữ ghế chỉ đạo cho bộ phim Lâu đài bay của pháp sư Howl. Phim dự kiến ra rạp vào mùa hè năm 2003. Theo Hosoda, ông "được đề nghị làm phim theo phong cách của Miyazaki, nhưng [ông] lại muốn làm phim theo cách của riêng mình." Cuối cùng, Hosoda rời đi vào mùa hè năm 2002 trong giai đoạn tiền kỳ, sau khi thất bại trong việc thống nhất quan điểm với các sếp của Studio Ghibli.

### Trở lại Toei và chuyển đến Madhouse
Sau khi rời Ghibli, Hosoda trở lại Toei và làm một vài bộ hoạt hình hợp tác với Murakami Takashi, như đoạn quảng cáo Superflat Monogram cho Louis Vuitton. Trong thời gian này ông đạo diễn một tập của Doremi – Phép thuật thần kỳ, lấy cảm hứng từ thời gian xáo trộn của mình tại Ghibli. Tập phim này giúp cho ông được xưởng phim hoạt hình danh tiếng Madhouse thuê về làm từ năm 2005 đến 2011.
Tại Madhouse, Hosoda nhận vô số lời ca tụng nhờ chỉ đạo hai tác phẩm xuất sắc là Cô gái vượt thời gian năm 2006 (thắng Giải Viện Hàn lâm Nhật Bản cho phim hoạt hình của năm 2007) và Cuộc chiến mùa hè năm 2009 (đoạt giải tương tự năm 2010).

### Studio Chizu
Hosoda rời Madhouse năm 2011 để tự lập ra xưởng phim của riêng mình mang tên Studio Chizu cùng với Saito Yuichiro, nhà sản xuất của Cô gái vượt thời gian và Cuộc chiến mùa hè. Tính đến tháng 3 năm 2019, Studio Chizu đã cho phát hành ba tác phẩm do Hosoda làm đạo diễn, gồm có Hai đứa con của chó sói (2012), Bakemono no Ko (2015) và Mirai (2018). Riêng phim Mirai là thành công nhất khi đã được xướng tên đề cử ở hạng mục Phim hoạt hình hay nhất tại lễ trao giải Oscar lần thứ 91 và cũng là bộ phim anime đầu tiên không phải của Studio Ghibli tranh hạng mục này.

## Tác phẩm

### Đạo diễn

#### Lớn
- Digimon: The Movie (phim điện ảnh 2000, với Yamauchi Shigeyasu)
- One Piece: Baron Omatsuri and the Secret Island (phim điện ảnh, 2005)
- Cô gái vượt thời gian (phim điện ảnh, 2006)
- Cuộc chiến mùa hè (phim điện ảnh, 2009)
- Hai đứa con của chó sói (phim điện ảnh, 2012)
- Bakemono no Ko (phim điện ảnh, 2015)
- Mirai (phim điện ảnh, 2018)[17][18][19]
- Belle (phim điện ảnh, 2021)[20]

#### Nhỏ
- Digimon Adventure (phim dài 20 phút, 1999)
- Digimon Adventure (truyền hình, tập 21, 1999)
- Ojamajo Doremi Dokkān (truyền hình, tập 40, 49)
- Digimon Adventure: Our War Game! (phim dài 40 phút, 2000)
- One Piece (truyền hình, tập 199)
- Superflat Monogram (phim ngắn năm 2003 với Murakami Takashi)
- Ashita no Nadja (truyền hình, mở đầu, mở đầu, tập 5, 12, 26)
- Samurai Champloo (truyền hình, mở đầu)

### Vẽ diễn hoạt chính
- Ashita no Nadja (tập 26)
- Crying Freeman
- Dragon Ball: The Path to Power
- Dragon Ball Z (tập 173)
- Dragon Ball Z: Broly – The Legendary Super Saiyan
- Dragon Ball Z: Broly – Second Coming
- Galaxy Express 999 ~Eternal Fantasy~
- Slam Dunk (tập 29, 70)
- Sailor Moon Sailor Stars (tập 7)
- Sailor Moon Super S: The Movie
- Yu Yu Hakusho The Movie: Poltergeist Report